# Eva Franchell
Eva Franchell (født 1952) er en svensk journalist, spindoktor og forfatter.
Hun arbejdede først som journalist ved Norrtejle Tidning. Hun er i dag lederskribent ved Aftonbladet.
I 1994 blev hun pressesekretær (spindoktor) for den svenske miljøminister Anna Lindh.
Franchell var vidne til mordet på Anna Lindh.
Franchells bog Partiet – En olycklig kärlekshistoria sammenfletter hendes egen historie med en personlig skildring af Socialdemokraterne fra Olof Palmes Sverige i 1970'erne op til Håkan Juholt. 